# 全国縦断!クイズあのねのね
『全国縦断!クイズあのねのね』（ぜんこくじゅうだん クイズあのねのね）は、TBS系列局とテレビ山口（当時フジテレビ系列とのクロスネット局）で放送されていた毎日放送製作のクイズ番組である。TBS系列局では1984年4月20日から同年9月28日まで、毎週金曜 19:00 - 19:30 （日本標準時）に放送。

## 概要
司会のあのねのねと鳥越マリが日本全国を縦断し、各地の名所などを紹介しながら一般からの参加者たちに一問一答形式のクイズを出題するという、『NHKのど自慢』のクイズ版とも言える内容の番組だった。
解答権は1人につき1問。解答者は、何のために賞金が欲しいかを説明した上で賞金額を最高10万円までの範囲で設定することができたが、賞金が高くなるほど問題の難易度も上がっていった。正解・不正解の際に鳴らすのはチャイムやブザーではなく、同じく毎日放送の『素人名人会』や前述の『NHKのど自慢』、日本テレビの『伊東家の食卓』で使われていたような鐘（チューブラーベル）で、不正解の際には鐘を1回だけ鳴らし、正解の際には鐘を連打していた。さらに最高金額の10万円獲得者が出ると、生バンド（バンド名は「ZEBRA」）の演奏によるファンファーレを鳴らした。